# リアプノフ安定
力学系の平衡点の近傍から出発する軌道が平衡点の近くに留まり続けるとき、その平衡点はリアプノフ安定（リアプノフあんてい、英: Lyapunov stable）であるという。

## 定義
次のような常微分方程式系が与えられるとき、
{\displaystyle {\frac {dX}{dt}}=f(X),\ X=\{x_{1},\ x_{2},\ x_{3},\cdots \}}

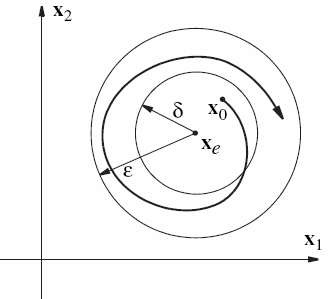
2次元相空間（相図）上でのリアプノフ安定の概念図

全ての時間 t について f(Xe) = 0 を満たす点 Xe を平衡点と呼ぶ。初期点 X0 を通る系の解軌道を X(t) と表すとする。リアプノフ安定は次のように定義される。
平衡点 Xe の任意の近傍 N に対して、N に含まれる Xe の近傍 N1 がとれて、N1に属する初期点 X0 の軌道 X(t) が全ての t ≥  0において N に含まれるとき、Xe はリアプノフ安定であるという。
別の表現では、任意の ε > 0 に対して δ > 0が存在し、
{\displaystyle \|X_{0}-X_{e}\|<\delta }
ならば、全ての t ≥  0において、
{\displaystyle \|X(t)-X_{e}\|<\epsilon }　
であるならば、Xe はリアプノフ安定である。
このような安定性を単に「安定」と呼ぶ場合もある。ただし、他にも安定性の考え方が存在するので、このような条件を満たすことによる安定性を「リアプノフの意味で安定」という場合もある。

## 漸近安定
リアプノフ安定の条件だけでは、平衡点近傍から出発する軌道は、時間推移しても平衡点に対して付かず離れずの状態を保つ場合がある。リアプノフ安定の条件に、t → ∞ で平衡点 Xe に収束するという条件を付け加わえる場合、Xe は漸近安定（英: asymptotically stable）であるという。すなわち、リアプノフ安定の条件を満たし、なおかつ、b > 0が存在し、
{\displaystyle \|X_{0}-X_{e}\|<b}
ならば、
{\displaystyle \lim _{t\to \infty }\|X(t)-X_{e}\|=0}　
であるならば、Xe は漸近安定である。漸近安定であることを単に「安定」という場合もある。
さらに、解軌道の初期値を平衡点 x* の近傍に限定せず、全ての解軌道が平衡点に収束する場合、x* は大域的に漸近安定という。